# Escuela Preparatoria North Forest
La Escuela Preparatoria North Forest (North Forest High School, NFHS) es una escuela preparatoria (high school) en Houston, Texas. Es una parte del Distrito Escolar Independiente de Houston (HISD por sus siglas en inglés), y fue una parte del Distrito Escolar Independiente de North Forest (NFISD) antes de 1 de julio de 2013.

## Historia
Se estableció en 2008 como una fusión de la Escuela Preparatoria Forest Brook y la Escuela Preparatoria M. B. Smiley. iInicialmente fue en la ex-plantel de Forest Brook. Después la Huracán Ike en 2008, se trasladó a la ex-plantel de Smiley.
En 2013 HISD comenzó a gestionar de la preparatoria, despidió a los profesores anteriores y contrató nuevos profesores, y gastó $ 1,6 millones para mejorar la plantel.
Jennifer Radcliffe del Houston Chronicle afirmó que en 2014 como "The way students and administrators tell it, the campus had spiraled out of control during North Forest ISD's decline."